# Уйта (деревня, Вологодская область)
Уйта — деревня в Кадуйском районе Вологодской области.
Входит в состав сельского поселения Семизерье (до 2015 года входила в Мазское сельское поселение), с точки зрения административно-территориального деления — в Мазский сельсовет.
Расположена на правом берегу реки Колпь. Расстояние по автодороге до районного центра Кадуя — 51 км, до центра сельсовета деревни Маза — 8 км. Ближайшие населённые пункты — Бор, Капчино, Нижние.
По переписи 2002 года население — 14 человек.

## История
Деревня Уйта упоминается в документах 1678 года: «В волости Сухач… за В. П. Хрипуновым треть д. Уйты поселена вновь…». Название происходит от финского слова uitti и означает «перешеек между двумя протоками», «маленький залив», «чистое моховое безлесное болото».
В 1901 году планировалось строительство железной дороги и станции в деревне Уйта. После изменения проекта станция оказалась в 5 км к юго-востоку от деревни, но сохранила то же название.
На 1912 в деревне Уйте Боровской волости Белозерского уезда Новгородской губернии находилось 40 дворов, на которых имелось 60 жилых строений. Население составляло 253 человек, из них 116 мужского пола и 137 женского. Основным занятием жителей указано земледелие, побочным - лесной заработок. В деревне располагались церковно-приходская школа и две мелочных лавки.

В первой половине ноября 1917 года, когда Советская власть в волости не была ещё даже провозглашена, деревенский земельный комитет д. Уйта Боровской волости обратился за помощью в Центральный Комитет партии большевиков: 
«Исполнительный комитет социал-революционеров большевиков, город Петроград. Уйтинский сельский комитет Новгородской губ. Белозерского уезда Боровской волости. Все граждане деревни Уйта с покорнейшей просьбой к вам выслать к нам ваших программ. Сколько времени стараемся достать ваши книжки, но достать не можем. С покорнейшей просьбой к вам, товарищи большевики, выслать ваши программы. И желательно бы как кто-нибудь приехал. У нас здесь программы меньшевиков.

Население волнуется – не хотят верить меньшевикам. Нам не дают пи дров, ни леса».
В 1931 году в д. Уйте возник колхоз «Победа вторая», объединивший 35 мелких хозяйств. В результате укрупнения колхозов в 1950 году деревни Уйта и Капчино вошли в колхоз «Новая жизнь».
24 февраля 1942 года близ д. Уйта в воздушном бою погиб лётчик Сорокин Анатолий Федорович.
В 2022 — 2023 годах в д. Уйта построена часовня в честь святой великомученицы Параскевы Иконийской.